# Врангель, Василий Георгиевич (композитор)
Барон Василий Георгиевич (Егорович) Врангель (13 (25) июня 1862, Санкт-Петербург — 25 февраля (10 марта) 1901) — русский композитор.

## Биография
Сын сенатора, тайного советника барона Георгия Георгиевича (Егора Егоровича) Врангеля. Пятиюродный брат Петра Николаевича Врангеля.
Воспитывался в Пажеском корпусе; в 1875 году зачислен в пажи. По болезни выпущен в гражданскую службу. До 1885 года был на службе в Сенате, затем — в Министерства внутренних дел. В 1890 году с успехом окончил курс Санкт-Петербургской консерватории по теории композиции.
Написал много музыкальных пьес, которые с большим успехом исполнялись в концертах и на сцене. Из его музыкальных произведений напечатана только небольшая часть:
- сюита для большого оркестра;
- смычковый квартет и трио;
- фантазия для фортепиано и оркестра;
- симфония D-dur;
- музыка к драме Чаева «Дмитрий Самозванец» (1896);
- два балета — «Le mariage interrompu» и «Дочь Микадо» (1895—1897).

Особенно много написал романсов, пользовавшихся большим распространением среди салонных дилетантов. Романсы были мелодичные и выигрышные для исполнителей, но не глубокие и мало самостоятельные.
С 1898 по 1899 год редактировал журнал «Нувеллист» при изд. Голике.

## Труды
- Пойми меня : Романс: Для 2-х голосов с фп. — М.: А. Гутхейль, ценз. 1888.
- «Я помню счастье» : Романс для голоса с ф.-п.; c.1-f.2 / Слова гр. Арс. Голенищева-Кутузова; Соч. В. Врангеля. — СПб.; М.: В. Бессель, 1895.
- «Погас заката золотистый трепет» : Романс для голоса с ф.-п.; e.1-g.2: Op. 27, № 1 / Слова К. Случевского; Муз. бар. В. Врангеля. — СПб.: А. Iогансенъ, 1896.
- «Не смолкай… говори» : Романс для сопрано или тенора с ф.-п.: Op. 25, № 2 / Слова гр. Арс. Голенищева-Кутузова; Муз. бар. В. Врангеля. — СПб.: А. Iогансенъ, 1896.
- «Посмотрите какъ роза» : Романс для меццо-сопрано с ф.-п.: Op. 25, № 6 / Слова кн. В. Барятинскаго; Муз. бар. В. Врангеля. — СПб.: А. Iогансенъ, 1896.
- La petite : Романс: Для голоса с ф.-п.: d.1-e.2 / Муз. бар. В. Врангеля; Слова П. Зуева. — СПб.: Iогансенъ, 1896.
- «Будто месяц» : Романс для голоса с ф.-п.; c.1-es.2: Op. 27, № 4 / Слова К. Случевского; Муз. бар. В. Врагнеля. — СПб.: А. Iогансенъ, 1896.
- В душе моей : Для меццо-сопрано или баритона с ф.-п.: es.1-f.2 / Муз. бар. В. Врангеля; Слова Н. Д. Бенардаки. — СПб.: А. Iогансенъ, 1896.
- «Когда я в полночь замечаю» : Романс для голоса с ф.-п.; f.1-g.2: Op. 27, № 5 / Слова К. Случевского; Муз. бар. В. Врангеля. — СПб.: А. Iогансенъ, 1896.
- «Степи снежная картина» : Для голоса с ф.-п.; d.1-e.2: Op. 27, № 2 / Слова К. Случевского; Муз. бар. В. Врангеля. — СПб.: А. Iогансенъ, 1896.
- В душе моей : Для голоса (сопрано) с ф.-п.; f.1-g.2 / Слова Н. Д. Бенардаки; Муз. бар. В. Врангеля. — СПб.: А. Iогансенъ, 1896.
- «О в моей ли любви» : Романс для голоса с ф.-п.; d.1-as.2: Op. 27, № 6 / Слова К. Случевского; Муз. бар. В. Врангеля. — СПб.: А. Iогансенъ, 1896.
- «Спустилась тьма» : Романс для меццо-сопрано с ф.-п.: Op. 25, № 5 / Слова кн. Вл. Барятинскаго; Муз. бар. В. Врангеля. — СПб.: А. Iогансенъ, 1896.
- «Зови надежду» : Романс для контральто или баритона с ф.-п.: Op. 25, № 3 / Слова М. Ю. Лермонтова; Муз. бар. В. Врангеля. — СПб.: А. Iогансенъ, 1896.
- «Песня лунного луча» : Для голоса с ф.-п.; d.1-e.2: Op. 27, № 3 / Слова К. Случевского; Муз. бар. В. Врангеля. — СПб.: А. Iогансенъ, 1896.
- «Зачем кипит в груди негодованье» : Романс: Для меццо-сопрано с ф.-п.: Op. 25, № 4 / Слова гр. Арс. Голенищева-Кутузова; Муз. бар. В. Врангеля. — СПб.: А. Iогансенъ, 1896.
- На алмазном покрове снегов : Романс для пения с сопровожд. ф.-п.; es.1-g.2: Op. 26, № 2 / Слова Бальмонта. — СПб.: Иогансон, ценз. 1896.
- «Какая ночь!» : Ор. 20, № 3: Для контральто с ф.-п. / Слова баронессы И. Медем; Муз. В. Врангеля. — СПб.: Муз. маг. Северная лира, ценз. 1896.
- Прекрасной бабочкой : Для голоса с фп.: as.1-ges.2 / Сл. Т. Щепкиной-Куперник. — СПб.: Муз. маг. «Сев. лира», ценз. 1896.
- Осенняя дума : Для сопрано или тенора с ф.-п.: fisis.1-а.2: Op. 25, № 1 / Слова Арс. Голенищева-Кутузова. — СПб.: Иогансен, ценз. 1896.
- В душе моей… : Для меццо-сопрано или баритона с фп.: es.1-f.2 / Сл. Н. Д. Бенардаки. — СПб.: А. Иогансон, ценз. 1896.
- Глаз бессонных не смыкая : Романс для голоса с сопровожд. ф.-п.; g.1-f.2: Op. 26, № 1 / Слова Арс. Голенищева-Кутузова. — СПб.: Иогансен, ценз. 1896.
- Темной ночью буря выла : Романс для голоса с сопровожд. ф.-п.; f.1-as.2: Op. 26, № 3 / Слова Арс. Голенищева-Кутузова. — СПб.: Иогансен, ценз. 1896.
- «Звезда блестящая» : Для голоса с ф.-п.; f.1-f.2: Op. 32, № 1 / Слова Д. Ратгауза; Муз. бар. В. Врангеля. — СПб.: М. Бернардъ, 1898.
- Серенада : Для голоса с фп.; e.1-eis.2: Op. 32, № 2 / Слова Д. Ратгауза; Муз. бар. В. Врангеля. — СПб.: М. Бернардъ, 1898.
- «Розовый отблеск заката» : Баркаролла для голоса с ф.-п.; e.1-fes.2: Op. 32, № 3 / Слова Д. Ратгауза; Муз. бар. В. Врангеля. — СПб.: М. Бернардъ, 1898.
- «Забыть, забыть» : Романс для голоса с ф.-п.; h-e.2 / Слова и муз. бар. В. Врангель. — СПб.: В. Генеръ, 1898.
- «Они полюбили» : Для голоса с ф.-п.; d.1-d.2 / Слова баронесы и Медемъ; Муз. бар. В. Врангеля. — СПб.: М. Бернардъ, 1899.
- «Скажи лишь слово» : Для сопрано или тенора с ф.-п.: Op. 37, № 2 / Слова М. Давидовой; Муз. бар. В. Врангеля. — СПб. и др.: Ю. Г. Циммерманъ, 1899.
- «Заря багровая» : Для голоса с ф.-п.; f.1-a.2 / Слова Д. Ратгауза; Муз. бар. В. Врангеля. — СПб.: М. Бернардъ, 1899.
- «Любовь» : Для голоса с ф.-п.; d.1-g.2 / Слова Д. Ратгауза; Муз. бар. Вас. Врангеля. — СПб.: М. Бернардъ, 1899.
- «Зори» : Для голоса с ф.-п.; f.1-es.2: Op. 37, № 4 / (Les soleils couchants П. Верлена); Пер. М. Давидовой; Муз. бар. В. Врангеля. — СПб. и др.: Ю. Г. Циммерманъ, 1899.
- «Мечта» : Для сопрано или тенора с ф.-п.: Op. 37, № 3 / Слова М. Давидовой; Муз. бар. В. Врангеля. — СПб. и др.: Ю. Г. Циммерманъ, 1899.
- «Мне снился сон» : Для меццо-сопрано или баритона с ф.-п.: Op. 37, № 6 / Слова М. Давидовой; Муз. бар. В. Врангеля. — СПб. и др.: Ю. Г. Циммерманъ, 1899.
- «Я жду тебя» : Для меццо-сопрано или баритона с ф.-п.: Op. 37, № 5 / Слова М. Давидовой; Муз. бар. В. Врангеля. — СПб. и др.: Ю. Г. Циммерманъ, 1899.
- Ты мое утро: для тенора или сопрано (с фортепиано) : [e¹-a²] : op. 37, № 1 / муз. бар. В. Врангеля; сл. М. Давидовой. — СПб.; М.: Юлій Генрихъ Циммерманъ, ценз. 1899.
- Любовь : Для голоса с ф.-п.; d.1-g.2 / Слова Д. Ратгауза; Муз. бар. Вас. Врангеля. — СПб.: Бернгард, ценз. 1899.
- «Былое счастье» : Для баритона с ф.-п.: Op. 39, № 2 / Пер. Эм. Орловой; Муз. бар. В. Врангеля. — СПб. и др.: Ю. Г. Циммерманъ, 1900.
- Вызов : Для голоса с ф.-п.: e.1-fis.2 / Пер. В. Мазуркевича. — СПб.: Типогр. Р. Голике, 1900.
- «Под кровом ночи темной» : Для баритона с ф.-п.: Op. 39, № 1 / Пер. Эм. Орловой; Муз. бар. В. Врангеля. — СПб. и др.: Ю. Г. Циммерманъ, 1900.
- Согласие : Для голоса с ф.-п.: f.1-a.2 / Пер. В. Мазуркевича. — СПб.: Типогр. Р. Голике, 1900.
- Мать : Для голоса с ф.-п.: e.1-e.2 / Пер. В. Мазуркевича. — СПб.: Типогр. Р. Голике, 1900.
- Гляди, лобзают берег волны : Для голоса с ф.-п.; c.1-d.2 / Слова Д. Ратгауза; Муз. В. Врангеля. — М.: П. Юргенсон, 1902.
- Любовь : Для голоса с ф.-п.; d.1-g.2 / Слова Д. Ратгауза; Муз. бар. Вас. Врангеля. — М.: П. Юргенсонъ, 1902.
- Они полюбили : Для голоса с ф.-п.; d.1-d.2 / Слова бар. И. Медемъ; Муз. бар. В. Врангеля. — М.: П. Юргенсонъ, 1902.
- Звезда блестящая : Для голоса с фп.: f.1-f.2: Op. 32, № 1 / Сл. Д. Ратгауза. — М.; Лейпциг: П. Юргенсон, ценз. 1902.
- «Меня манил твой образ страстный» : Для голоса с ф.-п.; es.1-g.2 / Слова В. В.; Муз. бар. В. Врангеля. — М.: Юргенсон, ценз. 1902.
- «Ты мое утро» : Для голоса с ф.-п.; e.1-a.2: Op. 37, № 1 / Слова М. Давидовой; Муз. бар. В. Врангеля. — СПб. и др.: Ю. Г. Циммерманъ, 1903.
- Ты мое утро! : Вальс с заимствованием мотива романса «Ты мое утро»: Для ф.-п.: Op. 48 / Соч. барона В. Врангеля. — СПб.: Циммерман, ценз. 1905.
- Любовь : Для среднего голоса с ф.-п.: d.1-g.2 / Слова Д. Ратгауза; Муз. В. Врангеля; Нем. текст Л. Эсберг. — М.; Петроград: Гос. изд-во. Муз. сектор, 1923.
- Серенада : Для голоса с ф.-п.; e.1-eis.2: Op. 32, № 2 / Слова Д. Ратгауза; Муз. В. Врангеля. — М.; Петроград: Гос. изд-во. Муз. сектор, 1923.